# جوش بيلي
جوش بيلي هو لاعب هوكي الجليد كندي، ولد في 2 أكتوبر 1989 في أوشاوا في كندا.

## وصلات خارجية
- جوش بيلي على موقع دوري الهوكي الوطني (الإنجليزية)
- جوش بيلي على موقع EliteProspects.com (الإنجليزية)
- جوش بيلي على موقع Eurohockey.com (الإنجليزية)
- جوش بيلي على موقع HockeyDB.com (الإنجليزية)
- جوش بيلي على موقع Hockey-Reference.com (الإنجليزية)